# Supercoppa CAF 2021 (dicembre)
La Supercoppa CAF 2021 è stata la trentesima edizione della Supercoppa CAF e si è disputata il 22 dicembre 2021 allo Stadio Ahmed bin Ali di Al Rayyan, in Qatar.
Nella partita si sono affrontate l'Al-Ahly, vincitore della CAF Champions League 2020-2021, e il Raja Casablanca, vincitore della Coppa della Confederazione CAF 2020-2021. Ad imporsi sono stati gli egiziani, ad appena sette mesi dall'ultimo trionfo, che hanno conquistato il trofeo, per l'ottava volta in assoluto, dopo i calci di rigore.

## Squadre
| Squadre         | Qualificazione                                           | Partecipazioni precedenti (il grassetto indica la vittoria)       |
| --------------- | -------------------------------------------------------- | ----------------------------------------------------------------- |
| Al-Ahly         | Vincitore della CAF Champions League 2020-2021           | 9 (1994, 2002, 2006, 2007, 2009, 2013, 2014, 2015, 2021 (maggio)) |
| Raja Casablanca | Vincitore della Coppa della Confederazione CAF 2020-2021 | 3 (1998, 2000, 2019,)                                             |